# 57e cérémonie des New York Film Critics Circle Awards
La 57e cérémonie des New York Film Critics Circle Awards, décernés par le New York Film Critics Circle, a eu lieu le 17 décembre 1991, et a récompensé les films réalisés dans l'année.

## Palmarès

### Meilleur film
- Le Silence des agneaux (The Silence of the Lambs)
  - My Own Private Idaho

### Meilleur réalisateur
- Jonathan Demme pour Le Silence des agneaux (The Silence of the Lambs)
  - Gus Van Sant pour My Own Private Idaho

### Meilleur acteur
- Anthony Hopkins pour le rôle de Hannibal Lecter dans Le Silence des agneaux (The Silence of the Lambs)
  - River Phoenix pour le rôle de Mikey Waters dans My Own Private Idaho
  - Nick Nolte pour le rôle de Tom Wingo dans Le Prince des marées (The Prince of Tides)

### Meilleure actrice
- Jodie Foster pour le rôle de Clarice Starling dans Le Silence des agneaux (The Silence of the Lambs)
  - Geena Davis pour le rôle de Thelma Yvonne Dickinson dans Thelma et Louise
  - Susan Sarandon pour le rôle de Louise Elizabeth Sawyer dans Thelma et Louise
  - Juliet Stevenson pour le rôle de Nina dans Truly Madly Deeply

### Meilleur acteur dans un second rôle
- Samuel L. Jackson pour le rôle de "Gator" Purify dans Jungle Fever
  - Steven Hill pour le rôle de Otto Biederman dans Billy Bathgate
  - John Goodman pour le rôle de Charlie Meadows dans Barton Fink

### Meilleure actrice dans un second rôle
- Judy Davis pour ses rôles dans Le Festin nu (Naked Lunch), Barton Fink
  - Juliette Lewis pour le rôle de Danielle Bowden dans Les Nerfs à vif (Cape Fear)
  - Kate Nelligan pour ses rôles dans Frankie et Johnny et Le Prince des marées (The Prince of Tides)

### Meilleur scénario
- Le Festin nu (Naked Lunch) – David Cronenberg
  - Rambling Rose – Calder Willingham
  - Thelma et Louise – Callie Khouri

### Meilleure photographie
- Barton Fink – Jean Lépine
  - Les Nerfs à vif (Cape Fear) – Freddie Francis

### Meilleur film en langue étrangère
- Europa Europa (Hitlerjunge Salomon) •  Allemagne /  France
  - L'Homme qui voulait savoir (Spoorloos) •  Pays-Bas /  France

### Meilleur documentaire
- Paris Is Burning
  - Aux cœurs des ténèbres : L'Apocalypse d'un metteur en scène (Hearts of Darkness: A Filmmaker's Apocalypse)